# Терские ведомости

Мемориальная доска на доме № 49, улица Тамаева, Владикавказ

«Терские ведомости» — российская газета, выходящая с 1868 года в городе Владикавказе. До 1918 года издание являлось официальным печатным органом властей тогдашней Терской области и публиковало все соответствующие распоряжения и информацию. На сегодня подшивки газеты дореволюционной поры являются одним из ценнейших источников по изучению истории Северного Кавказа. Издание возрождено в постсоветское время в 2010 году.

## История
Первым редактором газеты был Адиль-Гирей Кешев, уроженец адыгейского аула Кечев. В 1858 году он с отличием окончил Ставропольскую мужскую гимназию, затем учился на восточном факультете Петербургского университета, участвовал в студенческом движении 1860—1861 годов. В 1867 году был причислен к гражданскому управлению Терской области во Владикавказе и вскоре стал редактором «Терских ведомостей». А.-Г. Кешев сумел привлечь к участию в газете местную интеллигенцию: в ней печатались основоположник осетинского литературного языка К. Хетагуров, кабардинский просветитель К. Атажукин, осетинский этнограф И. Тхостов, знаток этнографии и истории ингушского народа Ч. Ахриев, просветитель А.-Г. Долгиев, осетинские авторы Б. Гатиев, общественный деятель кабардинец Д. Кадзоков, А. Прянишников, Н. Семёнов, Г. А. Вертепов, Б. Л. Ширинкин, А. Косташ, Водарский и другие. Авторский состав «Терских ведомостей» рассматривал образование и просвещение горцев в качестве необходимого и неизбежного фактора, который может вывести народы Северного Кавказы на путь прогресса и культуры.
Был период, когда «Терские ведомости» проводили более реакционную политику, и поэт Коста Хетагуров дал ей меткое прозвище — «Мерзкие ведомости». С 1899 по 1918 года редакция газеты находилась в здании на Сергиевской улице. Закрыта в 1918 году, после Октябрьской революции.
13 ноября 2015 года на доме № 40 по улице Тамаева во Владикавказе была установлена мемориальная доска, посвящённая газете «Терские ведомости» (автор — скульптор Георгий Сабеев).
Современное издание
В 2010 году газета была возрождена под таким же названием во Владикавказе, ныне входящем в Северо-Кавказский федеральный округ (СКФО). Редакция и издатель — ООО «Медиагруппа „Терские ведомости“». Газета ориентирована на объективное освещение жизни СКФО, истории и культуры входящих в него народов, экономического потенциала региона, создание единого информационного пространства в СКФО. На базе газеты существует одноимённое издательство, выпускающее литературу справочного и энциклопедического характера, книги по краеведению, публицистику и т. д.